# アーメルディンゲン
アーメルディンゲン (ドイツ語: Amerdingen) はドイツ連邦共和国バイエルン州シュヴァーベン行政管区のドナウ＝リース郡に属す町村（以下、本項では便宜上「町」と記述する）で、ネルトリンゲンに本部を置くリース行政共同体を構成する自治体の一つである。

## 地理
アーメルディンゲンは、アウクスブルク開発計画地域の一部をなし、ケッセル川沿いに位置する。

### 自治体の構成
この町は、公式には4つの地区 (Ort) からなる。このうち小集落や孤立農場などを除く集落を以下に列記する。
- アーメルディンゲン
- ボルシュタット

## 歴史
アーメルディンゲンは1806年以前は同名の貴族家の本拠で、シェンク・フォン・シュタウフェンベルク男爵領に属した。19世紀にバイエルン国王ルートヴィヒ2世によって伯に昇格したシュタウフェンベルク家は、アーメルディンゲン最大の土地所有者であり、アーメルディンゲンの城に住んだ。現存するシェンケン・フォン・シュタウフェンベルク家はすべてこの「アーメルディンガー系」の家系である。この家系はハンス・フォン・シュタウフェンベルクの子孫である。この人物は1566年にバーバラ・フォン・ヴェスターナハとの結婚によりアーメルディンゲン騎士領を獲得したのである。初代アーメルディンガー系シュタウフェンベルク家ハンス・フォン・シュタウフェンベルクの子孫のひとりに、1944年7月20日の失敗に終わったアドルフ・ヒトラー暗殺計画を敢行し、処刑されたクラウス・フォン・シュタウフェンベルクがいる。
アーメルディンゲンはプファルツ＝ノイブルク公と領主権を有するエッティンゲン伯の間に位置した。1806年のライン同盟によってこの町はバイエルン王国に属すこととなった。

### 人口推移
- 1970年 824人
- 1987年 789人
- 2000年 852人

## 行政
- 町長はクサヴァー・ベルヒテンブライター (FWG) である。

## 文化と見所
- ボルシュタット送信塔
- アーメルディンゲン城: シュタウフェンベルク伯が18世紀に建造した。

## 経済と社会資本

### 教育
- 国民学校 1校

## 引用
1. ↑  https://www.statistikdaten.bayern.de/genesis/online?operation=result&code=12411-003r&leerzeilen=false&language=de Genesis-Online-Datenbank des Bayerischen Landesamtes für Statistik Tabelle 12411-003r Fortschreibung des Bevölkerungsstandes: Gemeinden, Stichtag (Einwohnerzahlen auf Grundlage des Zensus 2011)
2. ↑  Bayerische Landesbibliothek Online